# The Monster Tour
The Monster Tour è stato un tour musicale congiunto del rapper statunitense Eminem e della cantante barbadiana Rihanna, a supporto dei loro rispettivamente ottavo e settimo album in studio, The Marshall Mathers LP 2 (2013) e Unapologetic (2012).
Dopo la collaborazione nel 2010 con il singolo Love the Way You Lie, i due artisti collaborarono nuovamente nel 2013 con The Monster. Nel febbraio dell'anno successivo, a supporto del singolo, venne annunciato il tour composto di sei concerti.

## Scaletta
1. Numb
2. No Love
3. Run This Town
4. Renegade
5. Live Your Life
6. Crack a Bottle
7. Won't Back Down
8. What Now
9. Phresh Out the Runway
10. Birthday Cake
11. Talk that Talk
12. Rude Boy
13. What's My Name?
14. Pour It Up
15. Cockiness (Love It)
16. Man Down
17. You Da One
18. Wait Your Turn
19. Jump
20. Umbrella
21. All of the Lights
22. Rockstar 101
23. Where Have You Been
24. Stay
25. Love the Way You Lie (Part II)
26. Love the Way You Lie
27. 3 a.m.
28. Square Dance
29. Business
30. Kill You
31. Evil Deeds
32. Rap God
33. Marshall Mathers
34. Just Don't Give a Fuck
35. Still Don't Give a Fuck
36. Criminal
37. The Way I Am
38. Airplanes
39. Stan
40. Sing for the Moment
41. Like Toy Soldiers
42. Forever
43. Berzerk
44. Till I Collapse
45. Cinderella Man
46. My Name Is
47. The Real Slim Shady
48. Without Me
49. Not Afraid
50. Diamonds
51. We Found Love
52. Lose Yourself
53. The Monster

## Date
| Data           | Città           | Stato        | Luogo           | Biglietti venduti / Biglietti disponibili | Incasso      |
| Nord America   | Nord America    | Nord America | Nord America    | Nord America                              | Nord America |
| -------------- | --------------- | ------------ | --------------- | ----------------------------------------- | ------------ |
| 7 agosto 2014  | Pasadena        | Stati Uniti  | Rose Bowl       | 110.346 / 110.346                         | $13.148.346  |
| 8 agosto 2014  | Pasadena        | Stati Uniti  | Rose Bowl       | 110.346 / 110.346                         | $13.148.346  |
| 16 agosto 2014 | East Rutherford | Stati Uniti  | MetLife Stadium | 100.420 / 100.420                         | $12.721.417  |
| 17 agosto 2014 | East Rutherford | Stati Uniti  | MetLife Stadium | 100.420 / 100.420                         | $12.721.417  |
| 22 agosto 2014 | Detroit         | Stati Uniti  | Comerica Park   | 105.092 / 105.092                         | $10.598.888  |
| 23 agosto 2014 | Detroit         | Stati Uniti  | Comerica Park   | 105.092 / 105.092                         | $10.598.888  |
| Totale         | Totale          | Totale       | Totale          | 315.858 / 315.858 (100%)                  | $36.400.000  |